# 小学校学習指導要領
小学校学習指導要領（しょうがっこうがくしゅうしどうようりょう）とは、文部科学省が告示する小学校における学習指導要領のことである。

## 小学校学習要領の概要
小学校学習要領は、小学校で実際に教えられる内容とその詳細について、学校教育法施行規則の規定を根拠に定めている。国立小学校、公立小学校、私立小学校を問わずに適用されるが、実際の状況では、国公立小学校に対する影響力が強い一方で、私立小学校に対する影響力はそれほど強くない。
現行のものは、平成29年に告示され、平成32年度（実際には令和2年度）に施行されたものである。
この他、幼稚園教育要領、特別支援学校幼稚部教育要領、中学校学習指導要領、高等学校学習指導要領、特別支援学校小学部・中学部学習指導要領、特別支援学校高等部学習指導要領がある。